# Distrikt San Juan de Licupis

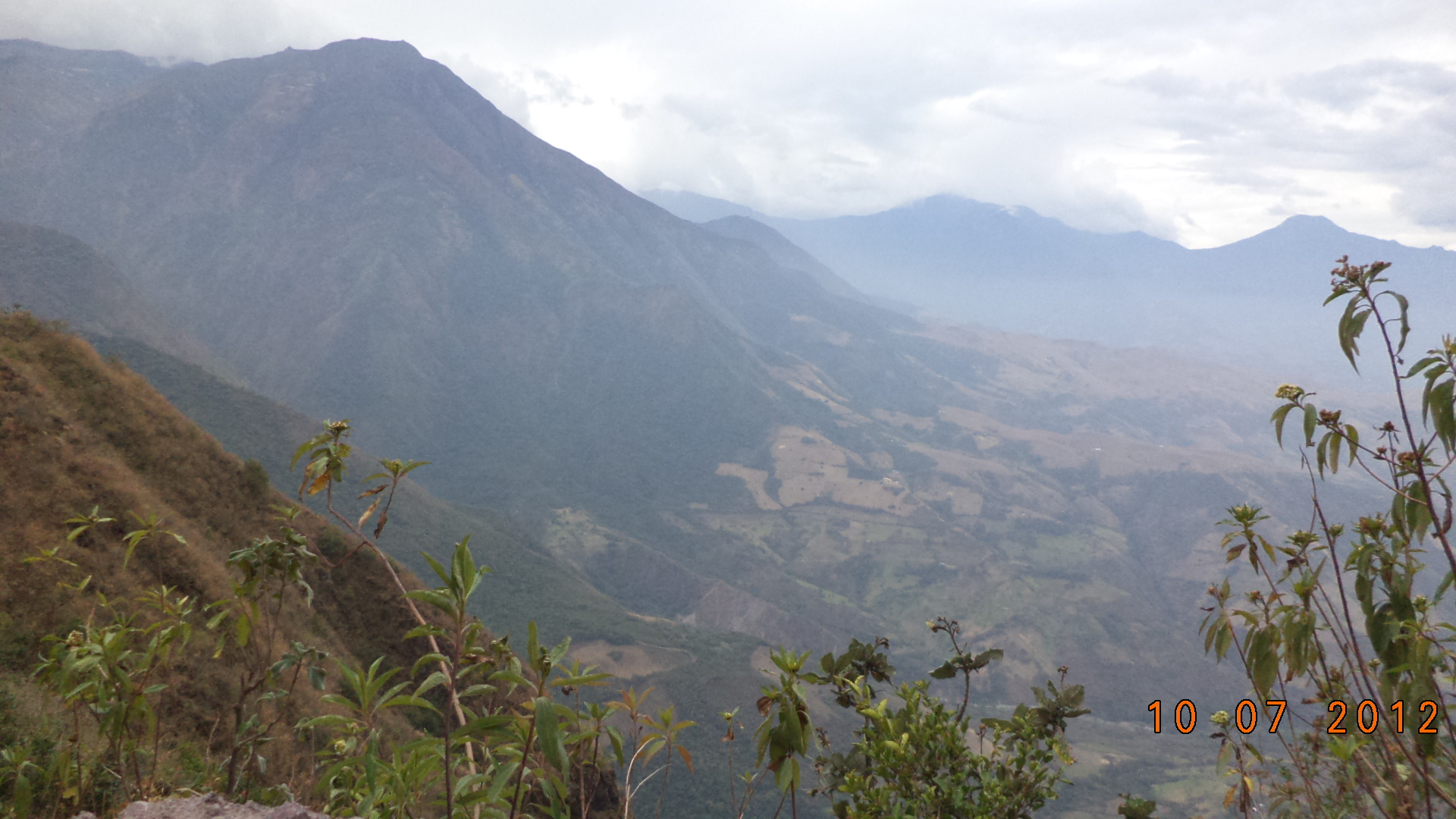
Blick von der Straße nach San Juan de Licupis

Der Distrikt San Juan de Licupis liegt in der Provinz Chota in der Region Cajamarca im Norden Perus. Der Distrikt wurde am 11. September 1987 gegründet. Er besitzt eine Fläche von etwa 200 km². Beim Zensus 2017 wurden 995 Einwohner gezählt. Im Jahr 1993 lag die Einwohnerzahl bei 1443, im Jahr 2007 bei 1101. Sitz der Distriktverwaltung ist die 3011 m hoch gelegene Ortschaft San Juan de Licupis (oder kurz: Licupis) mit 176 Einwohnern (Stand 2017). San Juan de Licupis befindet sich 67 km westnordwestlich der Provinzhauptstadt Chota.

## Geographische Lage
Der Distrikt San Juan de Licupis befindet sich in der peruanischen Westkordillere im Westen der Provinz Chota. Im Norden erreicht der Distrikt im Cerro Peña Negra eine Höhe von etwa 4070 m. Dieser ist der östliche Nachbargipfel des 4118 m hohen Cerro Mishahuanga. Im äußersten Süden am Flussufer des Río Maichil unweit dessen Mündung in den Río Chancay gegenüber der Ortschaft Cumbil befindet sich der tiefste Punkt des Distrikts auf einer Höhe von etwa 400 m. Das Areal wird nach Süden und Südwesten entwässert.
Der Distrikt San Juan de Licupis grenzt im Westen an den Distrikt Miracosta, im Nordosten an den Distrikt Querocoto sowie im Osten und im Süden an den Distrikt Llama.